# Arno Allan Penzias
Arno Allan Penzias (Múnic, Alemanya 1933 - San Francisco, 22 de gener de 2024) fou un astrònom i físic estatunidenc, d'origen alemany, guardonat amb el Premi Nobel de Física l'any 1978.

## Biografia
Va néixer el 26 d'abril de 1933 a la ciutat de Múnic. Als sis anys abandonà Alemanya mitjançant el Kindertransport, transport establert pel Regne Unit per evacuar els infants jueus durant el règim nazi. A l'arribada dels seus pares abandonà el Regne Unit i s'establí amb la seva família a Nova York el 1940.
L'any 1946 aconseguí la ciutadania nord-americana, estudià física a la Universitat de Colúmbia i el 1962 es doctorà en aquesta mateixa universitat.

## Recerca científica
Inicià la seva recerca científica als Laboratoris Bell de Nova Jersey, al costat de Robert Woodrow Wilson, realitzant millores de funcionament sobre les antenes convencionals. El 1964 de forma accidental van trobar una font de soroll a l'atmosfera que no podien explicar. Després d'afinar la recepció de l'antena, el soroll va ser finalment identificat com una radiació còsmica de fons de microones o CMB. Aquesta troballa fou una confirmació inicial de la teoria del big-bang exposada per George Gamow.
El 1978 fou guardonat amb el Premi Nobel de Física, juntament amb Robert Woodrow Wilson, pel seu descobriment de la Radiació còsmica de fons. El premi fou compartit amb Piotr Leonídovitx Kapitsa, tot i que aquest per un treball diferent.